# Maria Mies
Maria Mies (Steffeln, 6 de febrero de 1931-15 de mayo de 2023) fue una socióloga alemana, escritora de reconocidos libros feministas y ecofeministas.

## Biografía
Mies fue profesora de sociología en la Universidad de Colonia de Ciencias Aplicadas que es una Fachhochschule de Colonia, Alemania. Trabajó durante muchos años en la India. 
En 1979 estableció el programa Mujer y Desarrollo en el Instituto de Estudios Sociales de La Haya, Países Bajos. Participó activamente en movimientos feministas y en Estudios de la Mujer desde finales de 1960. 
Publicó varios libros y numerosos artículos sobre feminismo, ecología y sobre  desarrollo humano en el mundo. Una de sus principales preocupaciones es el desarrollo de un enfoque alternativo en la economía que reconozca como fundamental el trabajo reproductivo. Después de haberse retirado de la enseñanza en 1993, continuó siendo muy activa tanto en el movimiento feminista así como otros movimientos sociales. 
Maria Mies fue miembro de feministAttac 'red de mujeres' de la organización internacional Attac.

## Algunas publicaciones
En alemán
- 1973 - Indische Frauen zwischen Patriarchat und Chancengleichheit Rollenkonflikte studierender und berufstätiger Frauen (Dissertation an der philosophischen Fakultät der Universität Köln, 1971 unter dem Titel „Rollenkonflikte gebildeter indischer Frauen“), Verlag Anton Hain, ISBN=3-445-01042-0
- 1982 - Lace Makers of Narsapur. Indian Housewives Produce for the World Market. Zed Books, London, ISBN 0-86232-032-1.
- 1986 - Patriarchy and Accumulation on a World Scale. Women in the International Division of Labour Neuauflage. Zed Books, London 1999, ISBN 1-85649-735-6. (Erstauflage: Zed Books, London, ISBN 0-86232-341-X)
- 1986 - Tschernobyl hat unser Leben verändert. Vom Ausstieg der Frauen. Marina Gambaroff, Maria Mies, Annegret Stopczyk. Rowohlt, Reinbek bei Hamburg, ISBN 3-499-15922-8. (rororo aktuell)
- 1988 - Frauen, die letzte Kolonie. Zur Hausfrauisierung der Arbeit.  Rowohlt, Reinbek bei Hamburg, ISBN 3-499-12239-1 (Mit V. Bennholdt-Thomsen und C. von Werlhof.)
- 1988 - Patriarchat und Kapital. Frauen in der internationalen Arbeitsteilung. Rotpunkt, Zürich, ISBN 3-85869-050-3 (Gegenüber der englischen Ausgabe erweiterte und korrigierte deutsche Ausgabe.)
- 1992 - Wider die Industrialisierung des Lebens. Eine feministische Kritik der Gen- und Reproduktionstechnik. Centaurus, Pfaffenweiler, ISBN 3-89085-475-3.
- 1995 - Ökofeminismus Rotpunkt, Zürich, ISBN 3-85869-122-4 (con Vandana Shiva)
- 1997 - Eine Kuh für Hillary. Die Subsistenzperspektive. Verlag Frauenoffensive, München, ISBN 3-88104-294-6 (con V. Bennholdt-Thomsen)
- 1999 - Lizenz zum Plündern. Das Multilaterale Abkommen über Investitionen MAI. Globalisierung der Konzernherrschaft – und was wir dagegen tun können. (Hrsg. mit Claudia von Werlhof; mit weiteren Beiträgen von Carla Boulboullé, Tony Clarke, Martin Khor u.a.) zuerst 1999, EVA 2003, ISBN 3-434-46194-9.
- 2002 - Globalisierung von unten. Der neue Kampf gegen die wirtschaftliche Ungleichheit. Neuauflage. Rotbuch, Hamburg, ISBN 3-434-53084-3 (Erstauflage: 2001)
- 2004 - Krieg ohne Grenzen. Die neue Kolonisierung der Welt. 1. Auflage. PapyRossa, Köln, ISBN 3-89438-286-4 (Aufsatzsammlung; mit einem Beitrag von Claudia von Werlhof;  Besprechung)
- 2011 - Samenkörner sozialer Bewegungen. Frauenbewegungen und andere Bewegungen in Bangladesh und weltweit von Farida Akhter, Herausgegeben und mit einem Vorwort von Maria Mies, Centaurus Verlag, Freiburg, ISBN 978-3-86226-032-4.

En inglés
- 1980 - Indian Women and Patriarchy : Conflicts and Dilemmas of Students and Working Women. New Delhi: Concept.
- 1981 - The Social Origins of the Sexual Division of Labour (enlace roto disponible en Internet Archive; véase el historial, la primera versión y la última).. Senior Lecture, Institute of Social Studies, The Hague, ISS, Ocasional Papers, 85 -Reissued, 2013.
- 1982 - Lace Makers of Narsapur: Indian Housewives Produce for the World Market. London: Zed Books. ISBN 0-86232-032-1
- 1988 - con Bennholdt-Thomsen y von Werlhof Women: The Last Colony.
- 1993 - con Vandana Shiva. Ecofeminism. London: Zed Books. ISBN 1-85649-156-0
- 1998 - con Sinith Sittirak. The Daughters of Development: Women in a Changing Environment. London: Zed Books. ISBN 1-85649-588-4
- 1999 - Patriarchy and Accumulation On A World Scale: Women in the International Division of Labour. London: Zed Books. ISBN 1-85649-735-6
- 2000 - con Veronika Bennholdt-Thomsen. The Subsistence Perspective: Beyond the Globalised Economy. London: Zed Books. ISBN 1-85649-776-3
- 2011 - The Village and the World: My Life, Our Times. North Melbourne: Spinifex Press. ISBN 1-876756-82-9

En español
- 1997 - Shiva, Vandana y Mies, María. Ecofeminismo. Icaria Editorial. Barcelona. 230 págs.[5]
- 1998 - Shiva, Vandana y Mies, María. La práxis del ecofeminismo - Biotecnología, consumo, reproducción. Icaria Editorial. Colección Antrazyt, n.º 128. Barcelona. 1998. 240 págs.[6]